# Karina Bryant

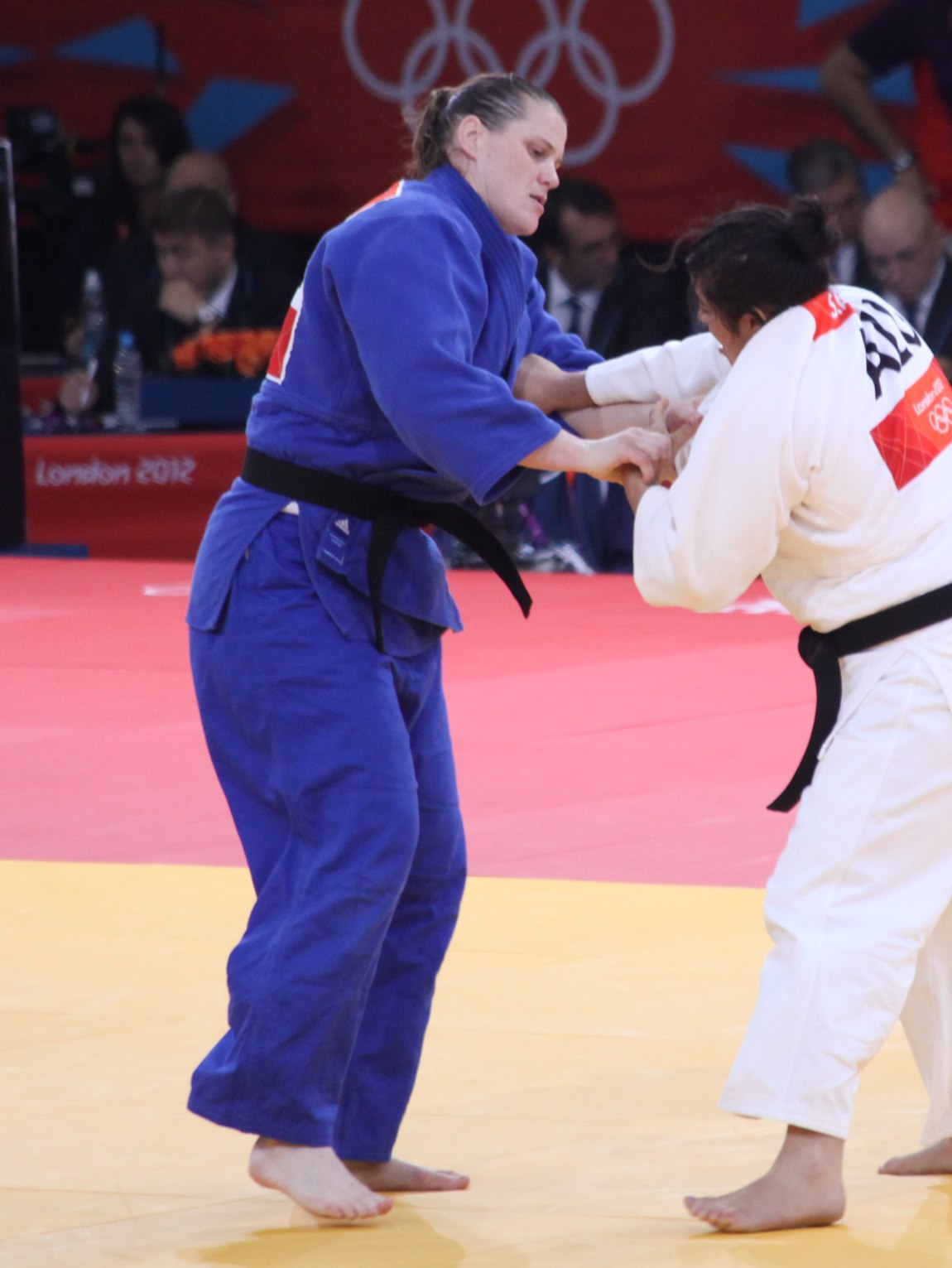
Karina Bryant bei den Olympischen Spielen 2012

Karina Bryant (* 27. Januar 1979 in Kingston upon Thames) ist eine britische Judoka.
Ihren ersten großen Erfolg feierte Bryant, die für den Camberley Judo Club startet, bei den Judo-Europameisterschaften 1998 in Oviedo, wo sie in ihrer Gewichtsklasse Gold gewann. Ein Jahr später, bei den ersten Judo-Weltmeisterschaften 1999 in Birmingham, gewann sie Bronze. Bei den Judo-Europameisterschaften 2000, 2003 und 2005 konnte sie ihren Erfolg von 1998 wiederholen und gewann erneut Gold. 2001 und 2003 musste sie sich mit Silber zufriedengeben. 2005 gewann sie eine Bronzemedaille. Bei den Judo-Weltmeisterschaften 2001 in München gewann sie Silber, ebenso 2003 und 2005. An den Olympischen Sommerspielen 2008 in Peking nahm Bryant teil, schied aber bereits nach einer Niederlage im ersten Kampf gegen die Mexikanerin Vanessa Martina Zambotti aus.